# 张子贤
张子贤（？—），男，中国大陆演员。代表作有網路劇《我叫黄国盛》《平凡的榮耀》，电影《二代妖精》、《英格力士》、《受益人》等。